# Villanova sull’Arda
Villanova sull’Arda ist eine italienische Gemeinde (comune) mit 1655 Einwohnern (Stand 31. Dezember 2023) in der Provinz Piacenza in der Emilia-Romagna. Die Gemeinde liegt etwa zehn Kilometer südlich von Piacenza und grenzt an die Provinzen Cremona (Lombardei) und Parma. Der Po begrenzt die Gemeinde im Nordosten.
Zur Gemeinde gehören neben dem Hauptort die Ortsteile Cignano, Sant’Agata und Soarza.

## Kultur
Im Ortsteil Sant’Agata steht das 1848 errichtete ehemalige Landgut Giuseppe Verdis, die Villa Verdi.

## Verkehr
Der Bahnhof von Villanova sull’Arda liegt an der Bahnstrecke Cremona–Fidenza.